# Angie (Fernsehserie)
Angie war eine deutsche Fernsehserie, die vom 24. November 2006 bis zum 2. Februar 2007 jeden Freitag um 21:45 Uhr auf RTL ausgestrahlt wurde. Am 18. Januar 2008 startete die zweite Staffel.

## Handlung
Die Hauptperson der Serie ist Angie, gespielt von Mirja Boes. Angie ist Angestellte in einer Parfümerie und stolpert bei der Suche nach ihrem Traummann von einem Fettnäpfchen ins nächste.

### Charaktere
Angie Leibold ist Mitte Dreißig und arbeitet als Verkäuferin und Kosmetikberaterin in einer Drogerie. Sie hat die Suche nach dem richtigen Mann noch nicht aufgegeben, verzweifelt aber langsam. Angie bemüht sich sehr, ihre Ausgaben in einem ihrem Einkommen entsprechenden Rahmen zu halten und näht ihre Kleidung darum manchmal selbst. Sie kleidet sich gerne bunt und unkonventionell, was ihrem Charakter entspricht. Ihre beste Freundin ist Hannah. Obwohl Angie durch ihr tollpatschiges Verhalten Hannah oft auf die Nerven fällt, finden die beiden doch immer wieder zusammen.
Inge Leibold ist Angies Mutter. Äußerlich wie innerlich ähnelt sie ihrer Tochter sehr. Dass auch sie auf der Suche nach dem Richtigen ist, ist ihrer Tochter manchmal peinlich.
Hannah ist in derselben Parfümerie beschäftigt wie Angie. Die beiden kennen sich schon seit dem Kindergarten. Hannah neigt sehr zum Pessimismus. Inge Leibold bezeichnet sie oft als Mauerblümchen und Spielverderberin, was zu einem angespannten Verhältnis zwischen den beiden führt. Ihre Kleidung ist meistens schwarz.
Boris ist der einzige Mann in der Parfümerie. Er ist schwul und heiratete in einer aufwändigen Zeremonie vor dem Kölner Dom. Nur dumm, dass Angie seinen Mann am Christopher Street Day beim Fremdgehen erwischte. Nun scheint die Ehe im Eimer zu sein.
Melanie ist die total überdrehte Kollegin von Angie. Sie ist immer gut gelaunt, jedoch scheint sie etwas dümmlich zu sein. Sie hat Angie schon manche Male aus der Patsche geholfen.

## Episoden
| Nr. | Folgen der 1. Staffel (Erstausstrahlung)              |
| 1   | Reif für die Insel (24. November 2006)                |
| 2   | Mutterkomplex (1. Dezember 2006)                      |
| 3   | Unabhängigkeitserklärung (8. Dezember 2006)           |
| 4   | Kaufrausch (15. Dezember 2006)                        |
| 5   | Schamlos (22. Dezember 2006)                          |
| 6   | Blind Date (12. Januar 2007)                          |
| 7   | Ich weiß, was ich will (19. Januar 2007)              |
| 8   | Papa ante portas (26. Januar 2007)                    |
| 9   | Die Hochzeit meines besten Freundes (2. Februar 2007) |

| Nr. | Folgen der 2. Staffel (Erstausstrahlung)              |
| 1   | Nobody is Perfect (18. Januar 2008)                   |
| 2   | Alles oder nichts! (25. Januar 2008)                  |
| 3   | Kölle aloha (1. Februar 2008)                         |
| 4   | Zickenalarm (8. Februar 2008)                         |
| 5   | Ausflug des Grauens (8. Februar 2008)                 |
| 6   | Jägerinnen des verlorenen Schatzes (22. Februar 2008) |
| 7   | Schmeckt nicht, gibt’s doch! (22. Februar 2008)       |
| 8   | Happy Birthday, Angie! (29. Februar 2008)             |
| 9   | Alles wird gut! (29. Februar 2008)                    |
| 10  | Schiff ahoi! (7. März 2008)                           |

## Ausstrahlung
Die erste Folge am 24. November 2006 sahen 3,07 Millionen Zuschauer bei einem Marktanteil von 10,7 Prozent. In der werberelevanten Zielgruppe der 14- bis 49-Jährigen sahen 2,03 Millionen Zuschauer zu (Marktanteil: 17,8 Prozent).
Die zweite Staffel wurde ab dem 18. Januar 2008 um 21:15 Uhr ausgestrahlt. Bereits die erste Folge der neuen Staffel konnte nur 2,87 Millionen Zuschauer insgesamt (9,1 Prozent Marktanteil) und 1,61 Millionen werberelevante Zuschauer (12,9 Prozent Marktanteil) vorweisen. Nachdem die Serie Herzog mit Niels Ruf kurzfristig abgesetzt wurde, lief Angie ab dem 8. Februar 2008 in Doppelfolgen. Ab dem 22. Februar 2008 wurde der Beginn der Doppelfolgen auf 22:15 Uhr verschoben.
Aufgrund geringer Einschaltquoten während der zweiten Staffel wurde die Serie nicht verlängert. Im November und Dezember 2008 wurde die Serie im Nachtprogramm von RTL wiederholt.

## Sonstiges
- Die Dreharbeiten der Serie begannen im Mai 2006 in Köln und Umgebung.[7]
- Regisseurin der Serie war u. a. Sophie Allet-Coche, die bereits für Mein Leben & Ich Regie führte.[7]